# 災害長小蠹
災害長小蠹（学名：Platypus quercivorus）为長小蠹蟲科長小蠹屬下的一个种。